# UHD Spain
UHD Spain es una asociación sin ánimo de lucro que tiene como objetivo promover y facilitar la implantación de la ultra alta definición (UHD) en España. La UHD engloba los formatos de imagen y sonido de mayor calidad, como el 4K, el 8K, el HDR, el HFR y el audio inmersivo. UHD Spain se constituyó el 26 de enero de 2021 con 30 socios fundadores, entre los que se encuentran cadenas de televisión, productoras, operadores, fabricantes, universidades y centros de investigación.

## Historia
La idea de crear UHD Spain surgió en febrero de 2020, cuando un grupo de empresas del sector audiovisual se reunieron para analizar la situación de la UHD en España y en el mundo. El grupo detectó la necesidad de impulsar la colaboración entre los diferentes agentes de la industria para avanzar en el desarrollo y la adopción de la UHD en el país. Así, se decidió crear una asociación que representara los intereses de todos los actores involucrados y que sirviera de plataforma para el intercambio de conocimiento y experiencias.
El 26 de enero de 2021 se celebró la asamblea constituyente de UHD Spain, en la que se eligió a la junta directiva y se aprobaron los estatutos y el plan de acción de la asociación. La junta directiva está formada por representantes de RTVE, Atresmedia, Movistar+, Cellnex Telecom, Dolby, Hispasat, LG, Rohde & Schwarz, SGO y la Universidad Politécnica de Madrid. El presidente de UHD Spain es Pere Vila, director de Estrategia Tecnológica e Innovación Digital de RTVE.

## Actividades
UHD Spain realiza diversas actividades para fomentar el desarrollo y la difusión de la UHD en España, tales como:
- Organizar eventos, jornadas, seminarios y talleres sobre temas relacionados con la UHD, como la producción, la distribución, la recepción y el consumo de contenidos UHD.
- Participar en proyectos de investigación, innovación y experimentación sobre la UHD, tanto a nivel nacional como internacional, en colaboración con otras entidades públicas y privadas.
- Establecer grupos de trabajo sobre aspectos técnicos, regulatorios, comerciales y de comunicación de la UHD, con el fin de generar consenso y definir buenas prácticas y estándares para el sector.
- Crear y gestionar un canal de pruebas UHD, que emite contenidos UHD por diferentes plataformas (TDT, satélite e internet), para demostrar las ventajas y las posibilidades de la UHD y para recabar la opinión de los usuarios y los profesionales.
- Promover la formación y la sensibilización sobre la UHD entre los profesionales del sector audiovisual, los estudiantes, los medios de comunicación y el público en general.

## Canales
La asociación UHD Spain cuenta con dos canales en pruebas que emiten en resolución 4K, la cual ofrece una calidad de imagen cuatro veces superior a la del HD. Estos canales son:
- UHD-1, actualmente TVE UHD: es la versión en 4K de La 1 en HD, con algunos contenidos nativos en UHD-4K y formato HDR, que aporta más colores y contrastes.
- UHD-2: es un canal de documentales en 4K, producidos por los socios de UHD Spain, como Canal Sur 4K, y con formato SDR, el estándar de la TDT.

Estos canales también emiten eventos especiales en calidad UHD, como el Mundial de Qatar de 2022 o la Copa Mundial Femenina de 2023.